# Veľké Dravce
Veľké Dravce (ungarisch Nagydaróc) ist eine Gemeinde im Süden der Slowakei mit 679 Einwohnern (Stand 31. Dezember 2024). Sie gehört zum Okres Lučenec, einem Kreis des Banskobystrický kraj.

## Geographie

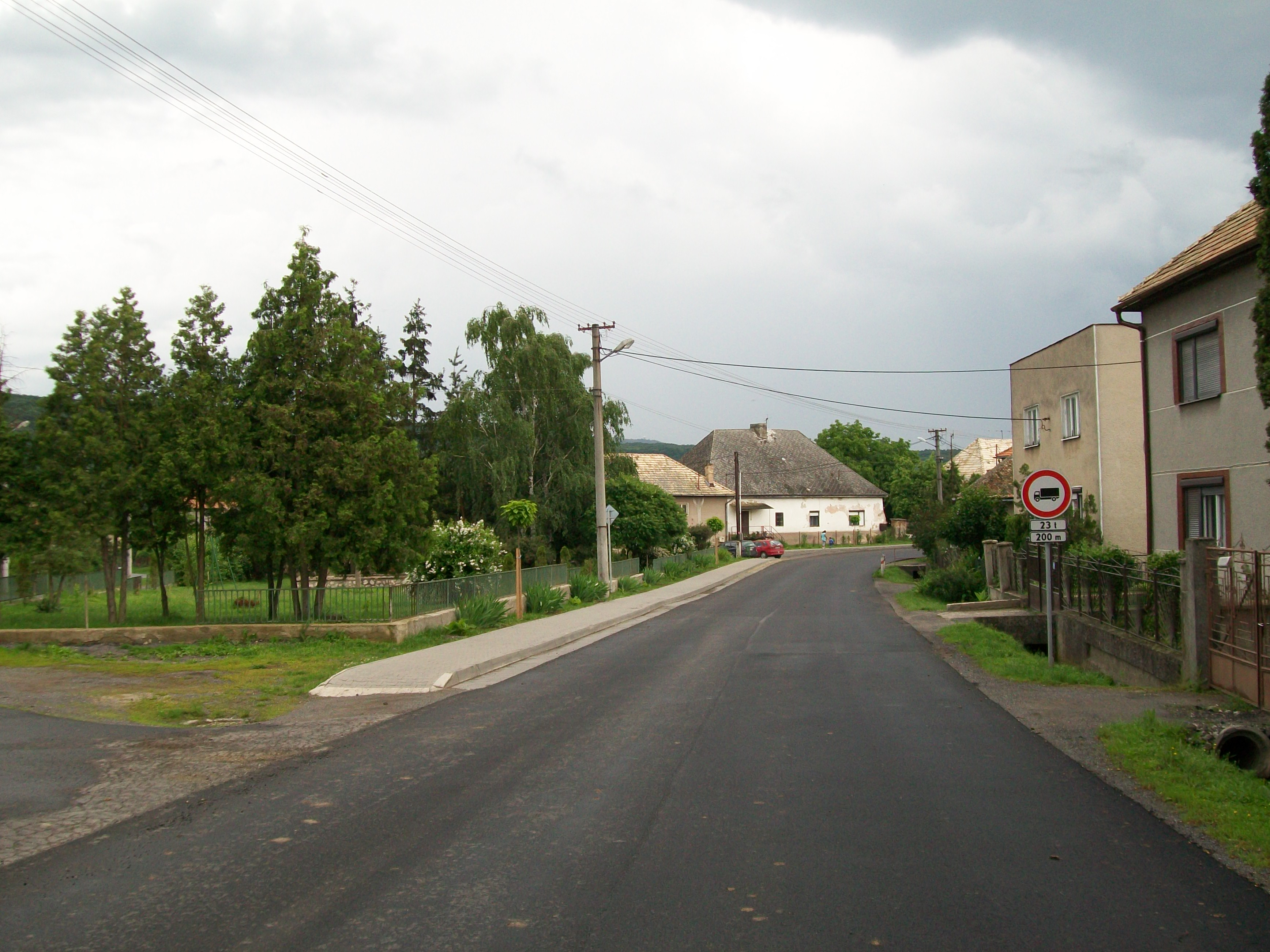
Blick im Ort

Die Gemeinde befindet sich im Ostteil des Talkessels Lučenská kotlina (Untereinheit der größeren Juhoslovenská kotlina) am Flüsschen Suchá. Das 9,5 km große Gemeindegebiet ist eben bis leicht hügelig und weitgehend entwaldet. Das Ortszentrum liegt auf einer Höhe von 198 m n.m. und ist 17 Kilometer von Lučenec sowie von Rimavská Sobota entfernt.

## Geschichte

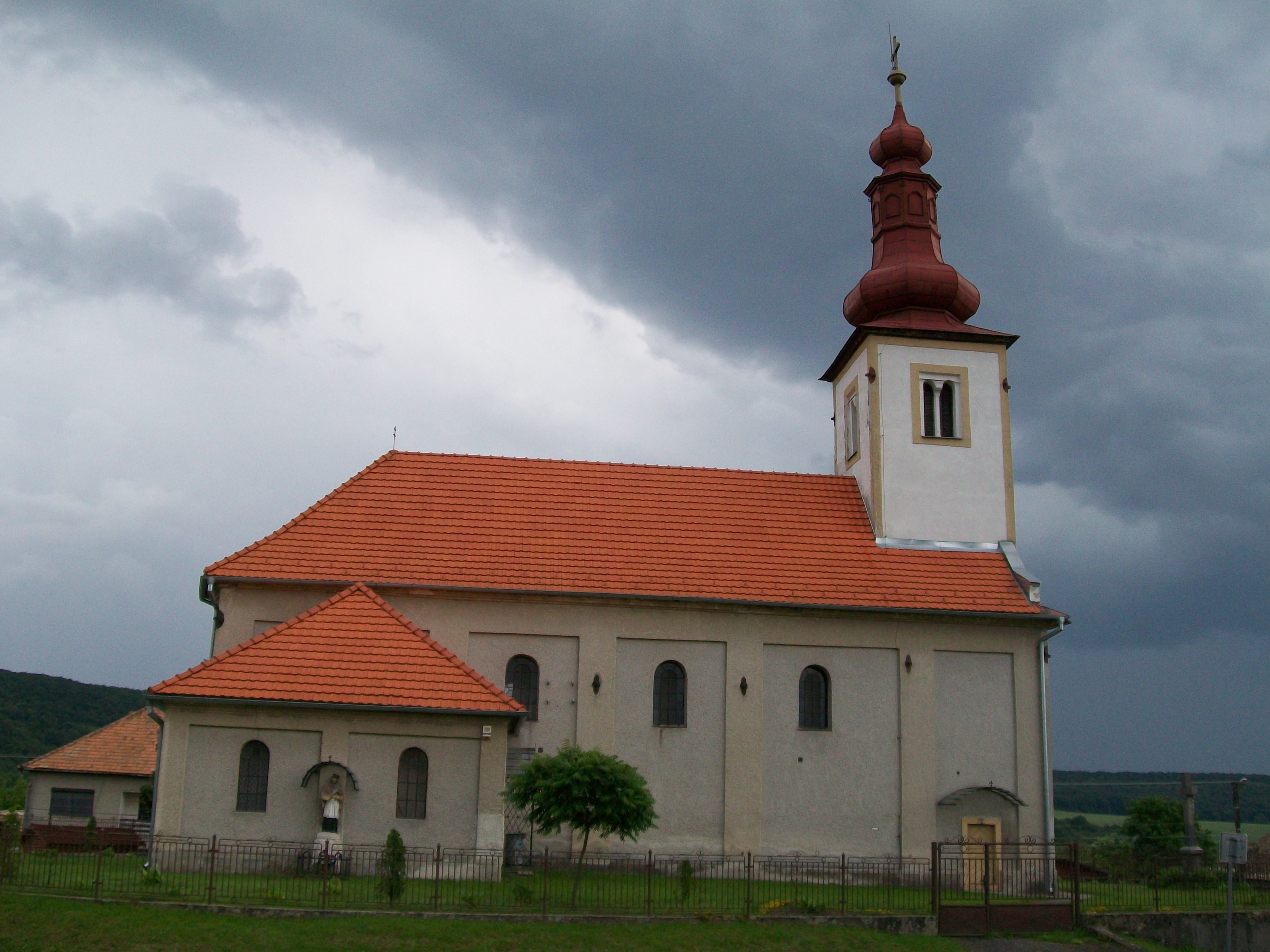
Örtliche Galluskirche

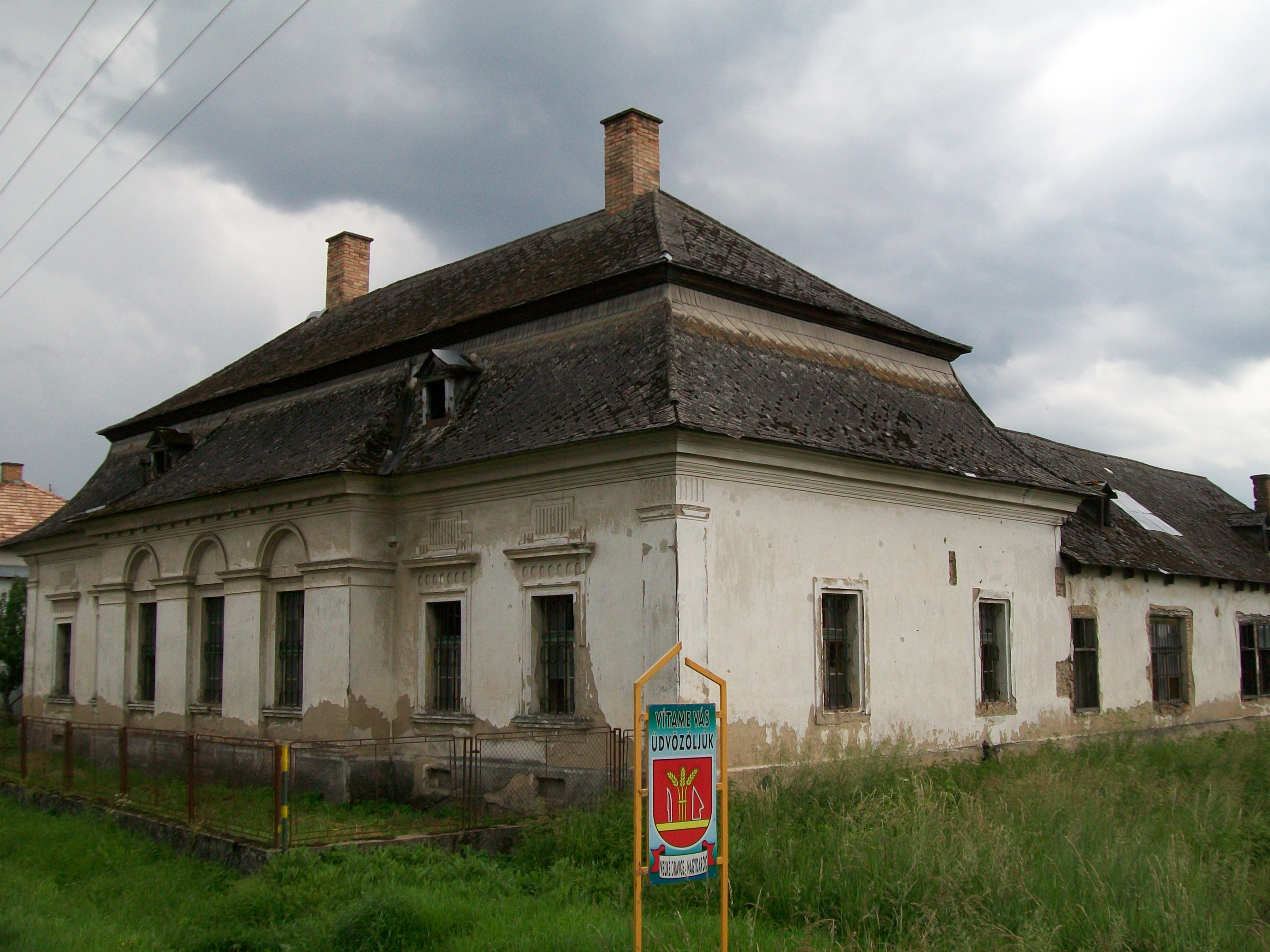
Landschloss

Auf dem heutigen Gemeindegebiet gab es archäologischen Untersuchungen nach eine Besiedlung in der Jungsteinzeit, vom Volk der Linearbandkeramischen Kultur.
Der heutige Ort wurde zum ersten Mal 1246 als terra Draus genannt; andere Quellen geben erst 1350 als Daroch an. Der Name ist vom magyarischen Wort slawischen Ursprungs daróc abgeleitet, das einen Pelzjäger bezeichnete. Das Dorf hatte mehrere Besitzer, unter anderem vom Geschlecht Daróczy. In den Jahren 1554–1593 stand das Dorf unter türkischer Herrschaft. 1715 sind sieben magyarische und ein deutscher, 1720 schon acht magyarische Haushalte verzeichnet. 1828 zählte man 79 Häuser und 706 Einwohner, die von Landwirtschaft, Vieh- und Pferdezucht lebten. Zeitweise gab es zudem Steinbrüche in der Gegend, im 19. Jahrhundert z. B. einen Basaltsteinbruch.
Bis 1918 gehörte der im Komitat Neograd liegende Ort zum Königreich Ungarn und kam danach zur Tschechoslowakei beziehungsweise Slowakei. Von 1938 bis 1945 lag er auf Grund des Ersten Wiener Schiedsspruchs noch einmal in Ungarn.

## Bevölkerung
| Jahr                | 1994 | 2004    | 2014    | 2024    |
| ------------------- | ---- | ------- | ------- | ------- |
| Anzahl der Personen | 631  | 642     | 698     | 679     |
| Unterschied         |      | +1,74 % | +8,72 % | −2,72 % |

| Jahr                | 2023 | 2024    |
| ------------------- | ---- | ------- |
| Anzahl der Personen | 686  | 679     |
| Unterschied         |      | −1,02 % |

Gemäß der Volkszählung 2011 wohnten in Veľké Dravce 688 Einwohner, davon 371 Magyaren, 196 Slowaken und 66 Roma. 55 Einwohner machten keine Angabe. 559 Einwohner gehörten zur römisch-katholischen Kirche, 14 Einwohner zur evangelischen Kirche A. B., sieben Einwohner zur evangelistischen Kirche, vier Einwohner zur reformierten Kirche und ein Einwohner zur orthodoxen Kirche; ein Einwohner war anderer Konfession. 31 Einwohner waren konfessionslos und bei 71 Einwohnern ist die Konfession nicht ermittelt.
Ergebnisse nach der Volkszählung 2001 (621 Einwohner):
| Nach Ethnie: - 73,27 % Magyaren - 23,35 % Slowaken - 2,42 % Roma - 0,48 % Tschechen - 0,16 % Ukrainer | Nach Konfession: - 91,79 % römisch-katholisch - 3,06 % evangelisch - 3,38 % konfessionslos - 1,13 % keine Angabe |

## Sehenswürdigkeiten
- römisch-katholische Galluskirche im barocken Stil aus dem 18. Jahrhundert
- Landschloss aus dem Jahr 1821, auch bekannt als Horkovics-Landsitz nach dem ersten Besitzer, derzeit unbenutzt